# Lemegeton
Lemegeton  je označení středověkého grimoáru sestávajícího ze čtyř dílů: Goëtia, Theurgia Goetia, Pavlino umění a Kniha umění Almadelova, taktéž známý jako Menší klíčky Šalamounovy. Největšího rozšíření doznal díl Goëtia, za což může především demonolog a lékař Johan Wier, který používal Goëtii jako zdroj informací pro své dílo Pseudomonarchia daemonum. Přibližně od roku 1700, kdy vyšla kniha Goëtie pod názvem Lemegeton neboli klíčky Šalamouna krále neboli menší klíčky krále Šalamouna, se jako Lemegeton vydává jen kniha Goëtie. Původ a význam slova Lemegeton není znám, Goetia je název znamenající černou magii a Theurgia Goetia má svůj původ ve slově Theurgie. Všechny díly Lemegetonu byly vydány roku 1999 v Metatron books, jako editor je uveden Mitch Henson. V České republice byl vydán ve dvou verzích pouze díl Goetia.

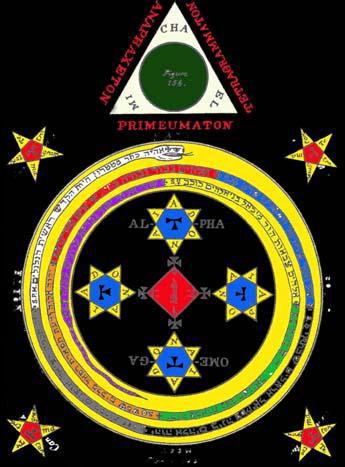

## Stručný popis jednotlivých dílů Lemegetonu

### 1. Díl Lemegetonu Goetia
Zabývá se charakteristikou sedmdesáti dvou démonických inteligencí včetně jejich podob, kompetencí a dalších upozornění týkajících se jejich vyvolávání. Jsou v něm vyobrazeny magické evokační kruhy, pokládané za jedny z graficky i účelově nejdokonalejších, které mají chránit vyvolávajícího demonologa před nebezpečím stran démonů, který se naopak zjevuje v magickém trojúhelníku, taktéž zobrazovaném v Goetii. Goetie obsahuje zaklínání k vyvolání Goetických inteligencí, jejich donucení k poslušnosti vyvolávajícímu i zaklínání pro odchod démona. Je rovněž uvedeno, jak démona oslovit a jak vůči nim přistupovat.
Redakci knihy Goetie provedl na začátku 20. století anglický mág, šachista, drogový experimentátor, básník a horolezec Aleister Crowley, demonické inteligence hierarchizoval a vybavil odpovídající astrologickou korespondencí a příslušným magickým kuřidlem a předběžnou invokační formulí z egyptského magického papyru, jehož původ je kladen do rozmezí roků 150 př. n. l.–200 n. l. S Goetií experimentovali členové významného anglického hermetického řádu Golden Dawn jehož členem Crowley byl. V Českém vydání Goetie lóží OLDM chybí tato předběžná invokační formule, zato jsou mnohdy špatně definovaná jména kuřidel doplněna výčtem různých magických kuřidel nových. Taktéž je zde uveden soubor textů ukazující analogie Goetických symbolů v různých kulturách.
Druhá verze Goetie vydaná v překladu Vladímíra Kvasničky nakladatelstvím Vodnář tyto texty analogií postrádá, ale předběžná invokační formule obsažena je. Taktéž jsou zde uvedeny kresby všech 72 démonů Goetie, jejich analogie ve vstahu k rostlinám, nerostům apod. Obsaženy jsou i ukázky z magických deníků Aleistera Crowleyho,Fratera Daniela a L. M. Duquetta.
Jako dodatek jsou uvedeny evokační protokoly blíže neurčeného českého experimentátora, ukazující pokusy v evokační magii týkající se jedné evokace démona Marchosiase a tří evokací démona Orobase.

### 2. Díl Lemegetonu Theurgia Goetia
Obsahuje informace o vyvolávání a hierarchiích 31 zlých a dobrých vzdušných duchů a množství jejich podřízených. Jsou zde uvedeny signatury, pečetě, evokační hodiny a kompetence jednotlivých inteligencí. Inteligence (Duchové)jsou přiřazeny jednotlivým světovým stranám, které je nutné respektovat v případě vyvolávání. Toto pravidlo se nevztahuje na v díle uvedené putující duchy. Pomůcky pro vyvolávání jako je například magický kruh nebo prsten jsou obdobné jako v Goetii.
Josef Veselý uvádí na stranách 66-76 své knihy Z Čarodějovy knihovny ukázku z tohoto dílu Lemegetonu. Ukázka obsahuje popis prvních osmi duchů a duchů jim podřízených a další informace jim příslušející.

### 3. Díl Lemegetonu Pavlino umění
Dle jedné z legend je Pavlino umění dílem apoštola Pavla, který jej měl sepsat v Korintu. Josef Veselý se dle formy i technik domnívá, že za autorstvím knihy Pavlino umění, jak je možné usoudit již z názvu, stojí žena. Apoštol Pavel je s dílem spojován stejně jako další legendární nebo významné historické osoby s některými dalšími grimoary např. král Šalamoun nebo papež Honorius, zde navíc vznik legendy inspiroval název této části Lemegetonu.
Pavlino umění je rozděleno do dvou částí, kdy první část se zabývá invokacemi andělů vládnoucích nad jednotlivými hodinami dne a noci, v druhé části jsou pak andělé příslušející zvěrokruhu. Andělské inteligence obou skupin tvoří pečlivě sestavenou hierarchii. V knize jsou uvedeny i zodiakální pečeti totožné s těmi, které uvádí lékař Paracelsus ve své Archidoxa magica. V knize J. Veselého Z Čarodějovy knihovny jsou Pavlinu umění věnovány strany 77-92. Tento, předešlý ani následující díl v češtině dosud jinak nevyšly.

### 4. Díl Lemegetonu
V knize J. Veselého Magie je uvedena ukázka na stranách 94-98. Tento díl Lemegetonu se zachoval v několika exemplářích v knihovnách v Paříži, Oxfordu a Londýně. Kompletní text této části Lemegetonu uveřejnil Idries Shah dle rukopisného Lemegetonu z 17. století.
Almadelovo umění je příručkou rituální magie pro vyvolávání čtyř andělských kůrů odpovídajících čtyřem světovým stranám. Tento díl Lemegetonu vychází z židovských tradic a nenese stopy žádné pozdější redakce stran osob křesťanského vyznání.

### 5. Překlady a díla v ČR
Zatímco české vydání Goetie nakl. Vodnář se staví do světa jako překlad, a to včetně anonce knižní (nebo minimálně čtenáři nevysvětluje o jaký druh díla se jedná), Goetia sborník lóže OLDM již v názvu napovídá, že nemá až tak s původní Goetií moc společného. Dále se tímto tématem zabývá značná část úvodu knihy, a tak upozorňovat na jakékoliv nesrovnalosti mezi tímto samostatným dílem, které je opřeno jen o systém knihy Goetia a samotnou, původní Goetií, je silně zavádějící. Navíc text výše zmíněný uvádí chybně informace, jako třeba to, že „špatně definovaná jména kuřidel“ – jména kuřidel jsou definována samozřejmě správně, dle originálu a navíc jsou značně rozšířena o kuřidla dostupná podmínkám dnešním. Chybí další věci, jako že v díle Goetia sborník lóže OLDM jsou obsaženy rozsáhlé kresby pocházející z badatelské činnosti S. L. Matherse, nebo že dílo je obsáhlejší, jak je také jasně v úvodu knihy zdůrazněno, protože čerpá ze tří pramenů.
Na druhou stranu zde výše uvedený text záměrně zapomíná na to, že Goetie nakladatelství Vodnář udává věci, které nejsou ani součástí samotné původní Goetie či Lemegetonu (ony dosti sporadické „analogie“), silně mění názvy hebrejských jmen a chybně je transponuje, atd.. Ono zmíněné „úplné ilustrování“ je zaplaceno daní nejvyšší. Řada ilustrací byla zpřeházena pod jiné názvy a zbytek doplněn ilustracemi v manga stylu, kde se dodnes vede bouřlivé handrkování, že bylo vykradeno z japonského vydání Goetie, které bylo již opravdu plně a nově ilustrováno.

### 6. Goetia v ČR jako budíček pro okultní scénu
Vydání Goetie nakl. Vodnář a Goetia sborník lóže OLDM nakl. OLDM se sešlo téměř v tentýž den. I když nakladatelství Vodnář záměrně do knihy uvedlo datum vydání o rok dříve, knihy byly do distribuce, a tedy fakticky publikovány, v jednom týdnu po sobě. Vydání těchto dvou děl spustilo ohromnou řadu dohadů, handrkování, došlo postupně až k trestnímu oznámení a k následnému sepsání otevřeného dopisu sdružením OLDM. Více Externí odkazy.

## Inteligence Lemegetonu v další literatuře
V již zmíněných Archidoxa magica a Pseudomonarchia daemonum je použito Lemegetonu jako zdroje. V lidové tvořivosti se však objevují primitivní a modernímu čtenáři komicky připadající žaltáře, které do sebe poutají informace z různých pramenů.
Veliký grimoar s velikým klíčkem Šalamounovým, který je velmi pokleslou verzí Pravého grimoáru do sebe pojmul hned několik démonů z Goetie, mimo jiné např. Gusiona a další.
Spis Ars notoria dokonce bývá někdy považován za pátý díl Lemegetonu, ač s ním absolutně nemá nic společného a zabývá se zlepšením inteligence a výřečnosti. 
Jako inspirace posloužil Lemegeton ve své části Theurgia Goetia Johannu Trithemiovi jako inspirace pro dílo Steganographia.